# Pam Conrad
Pam Conrad (Brooklyn, 18 giugno 1947 – Rockville Centre, 22 gennaio 1996) è stata una scrittrice statunitense per bambini e ragazzi.
Il suo libro Our House: Storie di Levittown è stato finalista per la medaglia John Newbery.

## Opere
- Holding Me Here
- Our House: Stories of Levittowndxfh
- Zoe Rising
- Call Me Ahnighito
- The Tub People
- Stonewords
- My Daniel
- Prairie Songs
- Staying Nine
- Pedro's Journal: A Voyage with Christopher Colombus 1492-1493
- Taking the Farie Home